# BV 222運輸機
布洛姆-福斯BV 222 維京人（德語：Wiking）是在二次大戰服役於納粹德國空軍的一款大型六引擎式的水上飛機（飛艇）。起源是設計一款商用運輸機，故它的產量頗為有限，BV 222是戰爭中製造出最大的並投入作戰的飛艇。

## 設計與開發
在二次大戰尚未爆發前，德國漢莎航空需要一款可以容納許多旅客並橫越大西洋的航空機，故在1936年開始由理查。伏格博士設計該機，並於計畫成功後迅速的下達3架BV 222訂單。
於1938年1月，進行第一架原型機（V1）的組裝，隨後V2與V3在一個禮拜之內進行組裝。V1以民用編號D-ANTE於1940年9月7日進行試飛。在驗證其間證明該機可以在短航程內並以時速390 km/h下，搭載92名乘客或是72名在擔架上面的傷患。飛行性能令人頗為滿意，但還是有些地方需要改進。最後驗證直到1940年12月才宣告結束，當V1加入德國空軍開始服役時，並接到軍事編號（Stammkennzeichen（無線電代碼）CC+EQ），最後改為（Geschwader－kennung（中隊－標誌）X4+AH），並服役於Lufttransportgruppe (See) 222。
最大的特點就是在機身內有寬敞的貨艙，同時在機翼後方的右舷側有一個大的方型貨艙門，這種內部貨艙寬敞的設計，在當時是頗為創新的設計。

## 主要性能參數（BV 222C）
参考资料：War Planes of the Second World War : Volume Five 
基本信息
- 机组：11-14
- 容量：92 troops [2]

性能
武器

- 機槍：

  - 3×20 mm MG 151/20機砲s（一挺安裝於前衛機砲塔，二挺安裝於機翼機砲塔）。
  - 5×13 mm（.51 in）MG 131機槍s（一挺安裝於機鼻區域，四挺安裝於機翼橫樑區域）

### 引用
1. ↑  Green 1972，第62.頁
2. ↑  Green 1972，第57.頁